# L'Affaire SK1
Pour les articles homonymes, voir SK1.
Pour plus de détails, voir Fiche technique et Distribution.
L'Affaire SK1 est un film français réalisé par Frédéric Tellier, sorti en 2014. Il évoque la traque dans les années 1990 du tueur en série Guy Georges.

## Synopsis
À Paris en 1991, Franck Magne est un jeune inspecteur faisant ses premiers pas dans la police judiciaire, à la brigade criminelle du 36, quai des Orfèvres.
La première enquête de Franck est consacrée au meurtre d’une jeune fille. Il étudie alors des dossiers similaires qui n'ont jamais été reliés ensemble. Mais il est vite confronté à beaucoup d'obstacles : manque de moyens, de longs horaires, la bureaucratie… Durant huit ans, il tente de continuer cette enquête qui l'obsède mais à laquelle personne ne croit. Pendant près de dix ans, les victimes se multiplient alors que les pistes se brouillent.
Franck croise ensuite la route de deux avocats, d'abord Alex Ursulet qui contacte sa consœur et ex-femme Frédérique Pons, pour qu'ensemble, ils défendent  « l’affaire Guy Georges, le tueur de l’Est parisien ». Frédérique Pons est une avocate passionnée qui veut comprendre les agissements de l'assassin, et c'est Alex Ursulet qui fera avouer Guy Georges en plein tribunal.

## Fiche technique
- Titre original : L'Affaire SK1
- Réalisation : Frédéric Tellier
- Scénario : David Oelhoffen et Frédéric Tellier
- Musique : Christophe La Pinta et Frédéric Tellier
- Direction artistique : Stéphanie Bertrand
- Décors : Nicolas Prier
- Photographie : Mathias Boucard
- Montage : Mickael Dumontier
- Production : Julien Leclercq et Julien Madon, en coproduction avec Julien Deris, Franck Elbase, David Gauquie, Nicolas Lesage et Étienne Mallet
- Sociétés de production : Labyrinthe Films, en coproduction avec Cinéfrance 1888 et SND
- Société de distribution : SND
- Pays d'origine :  France
- Langue originale : français
- Format : couleur - 2,35:1
- Genre : drame, policier, thriller
- Durée : 120 minutes
- Dates de sortie :
  - France : 24 août 2014 (Festival d'Angoulême) ; 7 janvier 2015 (sortie nationale)

## Distribution
- Raphaël Personnaz : Franck « Charlie » Magne
- Nathalie Baye : Frédérique « Fred » Pons, avocate de Guy Georges
- William Nadylam : Alex Ursulet, avocat de Guy Georges
- Adama Niane : Guy Georges
- Olivier Gourmet : Bougon
- Michel Vuillermoz : Carbonnel, chef de groupe
- Christa Theret : Élisabeth Ortega
- Thierry Neuvic : Jensen, chef de groupe
- Marianne Denicourt : Martine Monteil, directrice de la brigade criminelle
- Chloé Stefani : Corinne « Coco »
- Olivier Balazuc : Lemoine, chef de groupe
- Alexia Barlier : Solange Doumic, avocate de la famille Escarfail
- Jérôme Gaspard : Un policier capturant Guy Georges
- Pascal Casanova : Gilbert Thiel, juge d'instruction
- Jean-Philippe Puymartin : Jean-Pierre Escarfail, père de Pascale
- François Caron : Yves Jacob, président de la cour d'assises de Paris
- Annie Mercier : Jeanne Morin, mère adoptive de Guy Georges
- Benjamin Lavernhe : Frédéric Brunet, installateur téléphonique
- Franck Adrien : Major Figaret
- Roger Cornillac : Le clochard
- Syrus Shahidi : Marco
- Norah Lehembre : Louise Magne, épouse de Franck
- François Rabette : Pasquier
- Anthony Paliotti : Carmona
- Stéphanie Slama : Anne Gauthier

## Production

### Genèse et développement
Le réalisateur Frédéric Tellier s’est intéressé à Guy Georges après le viol d’une de ses amies. Il est vite obsédé par cette histoire et, après une rencontre avec le producteur Julien Madon, il décide de réaliser L’Affaire SK1. Avant d'écrire un script, Frédéric Tellier fait de nombreuses recherches (témoignages, procès-verbaux) pendant environ six ans. L'écriture du scénario lui prend ensuite trois années supplémentaires. Il se place alors du point de vue du policier et de l’avocat. Il est ensuite aidé par David Oelhoffen, qui a suivi de près l'affaire, et par la journaliste Patricia Tourancheau qui a écrit Guy Georges : la traque, livre qui « a servi de bible pour le scénario ». Le policier qui a mené la traque et les deux avocats de Guy Georges, Frédérique Pons et Alex Ursulet, donneront ensuite leurs avis sur l'histoire.
SK1 est le nom de code donné par les enquêteurs à la première empreinte génétique d'un tueur en série (serial killer en anglais) en France.

### Choix des interprètes
Raphaël Personnaz a été pressenti pour le rôle principal dès l'écriture du script. Pour le rôle de Guy Georges, Frédéric Tellier souhaitait un acteur pas ou peu connu, pour ne pas « pervertir » le rôle. Ce sera donc Adama Niane.
Nathalie Baye avait déjà travaillé avec Frédéric Tellier sur la série Les Hommes de l'ombre. Bien qu'elle ne fût guère attirée par le sujet du film, elle accepta de s'engager pour accompagner le metteur en scène sur son premier long-métrage.

### Tournage
Pour illustrer les dix ans qui s'écoulent durant le film, Frédéric Tellier a voulu faire évoluer l'image : « Je voulais aussi du grain à l'image pour le début de l'histoire, comme avec les pellicules des années 1990, et au fur et à mesure que progresse le film, et que le temps avance, le grain s'estompe puisque la HD a petit à petit remplacé la pellicule ».
Afin de s'assurer de la véracité des faits relatés et du respect apporté aux victimes, la production a travaillé avec l'Association pour la protection contre les agressions et crimes sexuels, créée par des familles de victimes de Guy Georges.

#### Lieux de tournage
Le réalisateur a tenu à utiliser le plus possible de véritables décors liés à l'affaire. Ainsi, c'est la même cour d'assises qui apparaît dans le film que celle où a été jugé Guy Georges : « Tout était tellement réel, et pour cause, qu'il était assez évident d'éviter la théâtralisation. Cette grande salle solennelle avec sa cage de verre (seul élément qui n'existait pas à l'époque) pour le prévenu nous a imposé la sincérité ».
Une scène est tournée dans le parc du Champ-de-Mars.

## Bande originale
Par Christophe La Pinta et Frédéric Tellier :
- Premières photos, durée : 1 min 44 s.
- Avallon, durée : 1 min 58 s.
- Bateau, durée : 54 s.
- Maternité, durée : 1 min 3 s.
- 1er Parking, durée : 1 min 9 s.
- Jensen, durée : 1 min 17 s.
- SK1, durée : 5 min 23 s.
- Avis de recherche, durée : 2 min 30 s.
- Il s'appelle Guy Georges, durée : 2 min 24 s.
- La traque, durée : 2 min 37 s.
- Haie d'honneur du 36, durée : 1 min 36 s.
- Aveux, durée : 2 min 37 s.
- Mes sœurs de sang, durée : 2 min 59 s.
- Générique de fin, durée : 4 min 29 s.

## Accueil

### Accueil critique
En France, le site Allociné propose une note moyenne de 3,8⁄5 à partir de l'interprétation de critiques provenant de 24 titres de presse.
- Le Parisien : « L'Affaire SK1 : Du grand art » - « Cette reconstitution de l'intérieur d'une enquête tentaculaire qui a marqué profondément tous ses protagonistes est une authentique réussite grâce à un casting d'acteurs au sommet de leur art (...) Un polar d'une sobriété exemplaire. »[6]
- Première : « Avec ce premier long métrage, Frédéric Tellier frappe un grand coup, et même deux puisque ce sont deux récits qui s’entrelacent : l’enquête et le procès. »[7]
- L'Express/Studio Ciné Live : « un polar tragique éclaboussé de lumière. »[8]
- Le Monde : « une réussite due à une écriture particulièrement soignée »[9]

Les prestations des comédiens sont saluées, en particulier celle d'Adama Niane qui interprète le rôle de Guy Georges : « impressionnant » (Le Monde), « la révélation du film » (Première), « il crève l'écran » (Le Point).

### Box-office
Le film est vu par 392 594 spectateurs français, et 7 pays l’achètent,.

### Controverse
Le scénario est critiqué par l'avocat martiniquais de Guy Georges, Alex Ursulet, qui, dans un blog, dénonce le rôle central donné à son adjointe, une avocate blanche, et la disparition dans le scénario de l'avocate générale, Evelyne Lesieur, noire elle aussi.

## Distinctions
- Prix Jacques-Deray du film policier français 2015
- COLCOA 2015 : Prix du meilleur premier film [13]
- Prix Jacques-Prévert du scénario 2016 : meilleure adaptation
- Festival Polar de Cognac 2015 : POLAR du meilleur long métrage francophone de cinéma
- César 2016 : nomination pour le César du meilleur premier film et le César de la meilleure adaptation